# Ambarawa (plaats in Pringsewu)
Ambarawa is een bestuurslaag in het regentschap Pringsewu van de provincie Lampung, Indonesië. Ambarawa telt 7130 inwoners (volkstelling 2010).